# Tiroler Staatsbahn
La k.k. Tiroler Staatsbahn, in italiano Imperial regia Ferrovia Statale Tirolese, era una società ferroviaria statale esistita dal 1853 al 1859 nell'Impero d'Austria.

## Storia
La società fu creata allo scopo di costruire ed esercire le linee ferroviarie Kufstein–Innsbruck (Nordtiroler Staatsbahn, poi Unterinntalbahn) e Innsbruck–Verona (Südtiroler Staatsbahn, poi Ferrovia del Brennero o Brennerbahn), che attraversavano il Tirolo da nord a sud. Le linee furono progettate dagli ingegneri Carlo Ghega e Luigi Negrelli.
Il 23 settembre 1858 le linee della società, non ancora in esercizio, vennero privatizzate vendendole alla società Südbahn. Tuttavia per motivi politico-militari, il governo austriaco volle mantenerne l'esercizio per buona parte del 1859. In quel periodo numerosi tronchi furono quindi inaugurati e provvisoriamente eserciti dalla Tiroler Staatsbahn:
- Kufstein–Innsbruck, inaugurata il 24 novembre 1858;
- Trento–Verona, inaugurata il 23 marzo 1859;
- Bolzano–Trento, inaugurata il 16 maggio 1859.

L'esercizio definitivo della Südbahn iniziò il 31 agosto 1859. La ferrovia del Brennero fu completata, nella tratta Innsbruck–Bolzano, solo nel 1867.

## Locomotive
La Tiroler Staatsbahn fece costruire due gruppi di locomotive a vapore, per l'esercizio sulle due tratte della rete, all'epoca ancora separate.
Le locomotive della Tiroler Staatsbahn non erano numerate, ma si distinguevano per il loro nome. Le serie erano definite dal nome della prima locomotiva.
Le locomotive passarono nel parco Südbahn nel 1860.
| Serie    | Quantità | Costruzione | Num. Südbahn | Vmax | Rodiggio | Radiazione | Note                                       |
| -------- | -------- | ----------- | ------------ | ---- | -------- | ---------- | ------------------------------------------ |
| ACHENSEE | 8        | 1856        | 18 (593–600) | ?    | 0-3-2t   | 1869-1895  | in servizio sulla linea Kufstein–Innsbruck |
| AMRAS    | 18       | 1857        | 7 (252–269)  | ?    | 1-2-1    | 1885-1896  | in servizio sulla linea Bolzano–Verona     |